# M-Aktion
M-Aktion („Nábytková akce“ nebo také „M-Action“, zkratka pro „Möbel-Aktion“) byla nacistická rabovací organizace. Organizace M-Aktion, připojená k „ Einsatzstab Reichsleiter Rosenberg “, od začátku roku 1942 vyplenila okolo 70 000 domů francouzských, belgických a holandských židů, kteří buď uprchli, nebo byli deportováni. 
Umělecká díla byla samostatně inventarizována, fotografována a následně převezena do Německa. Uloupená umělecká kořist M-Aktion byla rozdělena do řady speciálních typově specifických „M-A“ sbírek: obrazy a orientální umělecké předměty až po zbraně a vzácné knihy. Většina sbírek Jeu de Paume „MA“ byla nejprve odeslána do města Kogl a Sessenberg v Rakousku. Belgické sbírky putovaly převážně do Nikolsburgu, speciálního uměleckého depozitáře ERR na jižní Moravě, která byla tehdy součástí Rakouska. Poslední zásilka z 1. srpna 1944, převážně moderního umění určená do Nikolsburgu, byla zastavena francouzským odporem a Francii tak nikdy neopustila.
Jen v Paříži „Einsatzstab Reichsleiter Rosenberg“ prohledal a vyloupil 38 000 židovských domů. Pařížský obchodní dům Levitan sloužil jako prozatímní skladiště uloupeného nábytku před převozem do Německa.   

## Dienststelle Westen
Kurt von Behr  byl vedoucím západní kanceláře ERR (Francie, Belgie a Nizozemsko). Von Behr se hlásil šéfovi ERR Gerhardu Utikalovi, který sloužil jako „šéf Západního úřadu“. Ve stejné době, byl Behr také náčelníkem zvláštního štábu „Výtvarného umění“ , kde působil v západní kanceláři ERR až do června 1943. Von Behr byl hlavním vůdcem krádeží umění ERR v západních zemích. Německý personál úřadu zahrnoval přibližně 80 mužských a 30 ženských úředníků a zaměstnanců, kteří patřili k „říšskému ministerstvu pro okupovaná východní území“. Předpokládaný počet zaměstnanců pro M-Aktion byl pravděpodobně několik tisíc. Přibližně 1500 francouzských dělníků a 150 kamionů denně pracovalo na vyprazdňování vyrabovaných židovských bytů. 800 židovských dělníků bylo nuceno pracovat ve třech internovaných pracovních táborech, kde tento výkon práce fungoval od července 1943 do srpna 1944 v centru Paříže.
„Úkolem internovaných dělníků ve Slavkově, Lévitanu a Bassanu (technicky podtábory Drancy) bylo vykládat, třídit a přepravovat do Německa majetek, který Němci vyplenili z židovských bytů v Paříži a (v menší míře) v jiných Francouzských městech“. Pro usnadnění přepravy bylo nasazeno velké množství dělníků a policistů, kteří usnadňovali chod práce.
Západní služba zahájila funkci v roce 1942. Již v dubnu vyjely z Paříže na východ první vlaky s uloupeným židovským majetkem.

## Statistiky týkající se rabování
Z dochovaných záznamů o "Celková zpráva o výkonu k 31. červenci 1944" se rabování akce M-Aktion týkalo: 
- 69 619 židovských bytů bylo evidováno, 69 512 kompletních bytů převezeno do bombami zničených míst pro obyvatele v Německu.
- Pro převoz vyrabovaného majetku bylo zapotřebí 26 984 nákladních vlakových vozů
- Byly taktéž vyrabovány a ukradeny devizy a cenné papíry v hodnotě 11 695 516 RM.
- Celková masa v kg vážila 2 191 352 kg kovového odpadu, sběrového papíru a textilních materiálů.

V Antverpách byly věci židovských uprchlíků odvezeny pomocí člunů. Například Hamburk přijal 45 lodních nákladů, ve kterých bylo 27 227 tun nábytku, bytového zařízení a oděvů. Další rabovanou komoditou byly hudební nástroje, které byly masivně drancovány od svých židovských majitelů.    

## Příjemci uloupeného židovského majetku
Vyrabovaný a ukradený židovský majetek byl shromážděn v jedenácti „říšských táborech“ jako rezerva nebo přímo prodán „obětem náletů“.
Alfred Rosenberg, který se od července 1941 stal „říšským ministrem pro okupovaná východní území“, chtěl zabaveným nábytkem a dalšími předměty vybavit německé správní úřady na východě Německa. Z kořisti byly zásobovány i divize SS a také Reichsbahn (říšské dráhy) a Reichspost (říšská pošta). Spousta zabaveného židovského majetku bylo předáno Němcům, kteří přišli o domovy při náletu, válečným invalidům, velkým rodinám a novomanželům. Nositelé Rytířského kříže si mohli nárokovat "výhody" z M-Akce. V některých případech se konaly i veřejné dražby, které byly vyhlášeny v novinách. Veškerý výtěžek byl následně odváděn do říšské pokladny.
Při rabování v rámci kampaně profitovali také partneři agentury NS ze soukromého sektoru, například přepravní společnost Kühne + Nagel.